# Zanthoxylum tragodes
Zanthoxylum tragodes är en vinruteväxtart som först beskrevs av Carl von Linné, och fick sitt nu gällande namn av Dc.. Zanthoxylum tragodes ingår i släktet Zanthoxylum och familjen vinruteväxter. Inga underarter finns listade i Catalogue of Life.